# (73059) Kaunas
(73059) Kaunas ist ein Asteroid des inneren Hauptgürtels, der von den litauischen Astronomen Kazimieras Černis und Justas Zdanavičius am 16. März 2002 am Astronomischen Observatorium Molėtai im nordostlitauischen Molėtai im Bezirk Utena (IAU-Code 152) entdeckt wurde. Sichtungen des Asteroiden hatte es vorher schon am 18. Mai 1999 unter der vorläufigen Bezeichnung 1999 KT20 an der Lincoln Laboratory Experimental Test Site (ETS) in Socorro, New Mexico im Rahmen des Projektes Lincoln Near Earth Asteroid Research (LINEAR) gegeben.
Mittlere Sonnenentfernung (große Halbachse), Exzentrizität und Neigung der Bahnebene des Asteroiden ähneln grob den Bahndaten der Mitglieder der Flora-Familie, einer großen Gruppe von Asteroiden, die nach (8) Flora benannt ist. Asteroiden dieser Familie bewegen sich in einer Bahnresonanz von 4:9 mit dem Planeten Mars um die Sonne. Die Gruppe wird auch Ariadne-Familie genannt, nach dem Asteroiden (43) Ariadne.
(73059) Kaunas wurde am 25. Januar 2005 nach Kaunas benannt, der zweitgrößten Stadt Litauens.